# Vi veri universum vivus vici
Vi veri universum vivus vici, также пишется как Vi veri veniversum vivus vici (с лат. — «силой истины [я], живущий, покорил вселенную») — латинское крылатое выражение. Второй вариант написания фразы содержит 5 слов, начинающихся с буквы «V», при том что число 5 римскими цифрами также обозначается «V».
Эта цитата часто приписывается Кристоферу Марло в произведении «Доктор Фауст», где она появилась, якобы, как Vi veri ueniversum vivus vici, однако прямых цитат не было найдено.
Алистер Кроули взял эту фразу в качестве своего магического девиза, часто пишется в виде аббревиатуры «V.V.V.V.V.».
Фраза вновь стала популярной с выходом графического романа «V — значит вендетта», эта фраза также появляется в киноверсии.